# Mark Twain Boyhood Home & Museum
Das Mark Twain Boyhood Home & Museum ist ein aus mehreren Gebäuden gebildetes Museum in Hannibal, Missouri in den Vereinigten Staaten. Zentraler Bestandteil ist das Mark Twain Boyhood Home, ein Wohnhaus, in dem der amerikanische Schriftsteller Mark Twain (eigentlich Samuel Langhorne Clemens, 1835–1910) seine Jugend verbracht hat. Träger des Museums ist die 1974 gegründete gemeinnützige Mark Twain Home Foundation.

## Lage
Das Museum liegt im Osten der Stadt Hannibal im Marion County am Westufer des Mississippi River und umfasst acht verstreut liegende Einzelgebäude sowie ein Freigelände mit einem Denkmal. Vier der Gebäude und der Parkplatz für das Museum liegen in einem Straßenblock zwischen Hill Street, North Main Street, North Street und North 3rd Street, drei weitere auf der gegenüberliegenden Straßenseite der Hill Street. Die Tom & Huck Statue steht auf der dem Hauptareal gegenüberliegenden Straßenseite der North Street am Fuß des Cardiff Hill. Lediglich das Mark Twain Museum & Gallery liegt etwa 300 Meter südöstlich des Hauptareals an der Kreuzung der North Main Street mit der Center Street.

## Geschichte

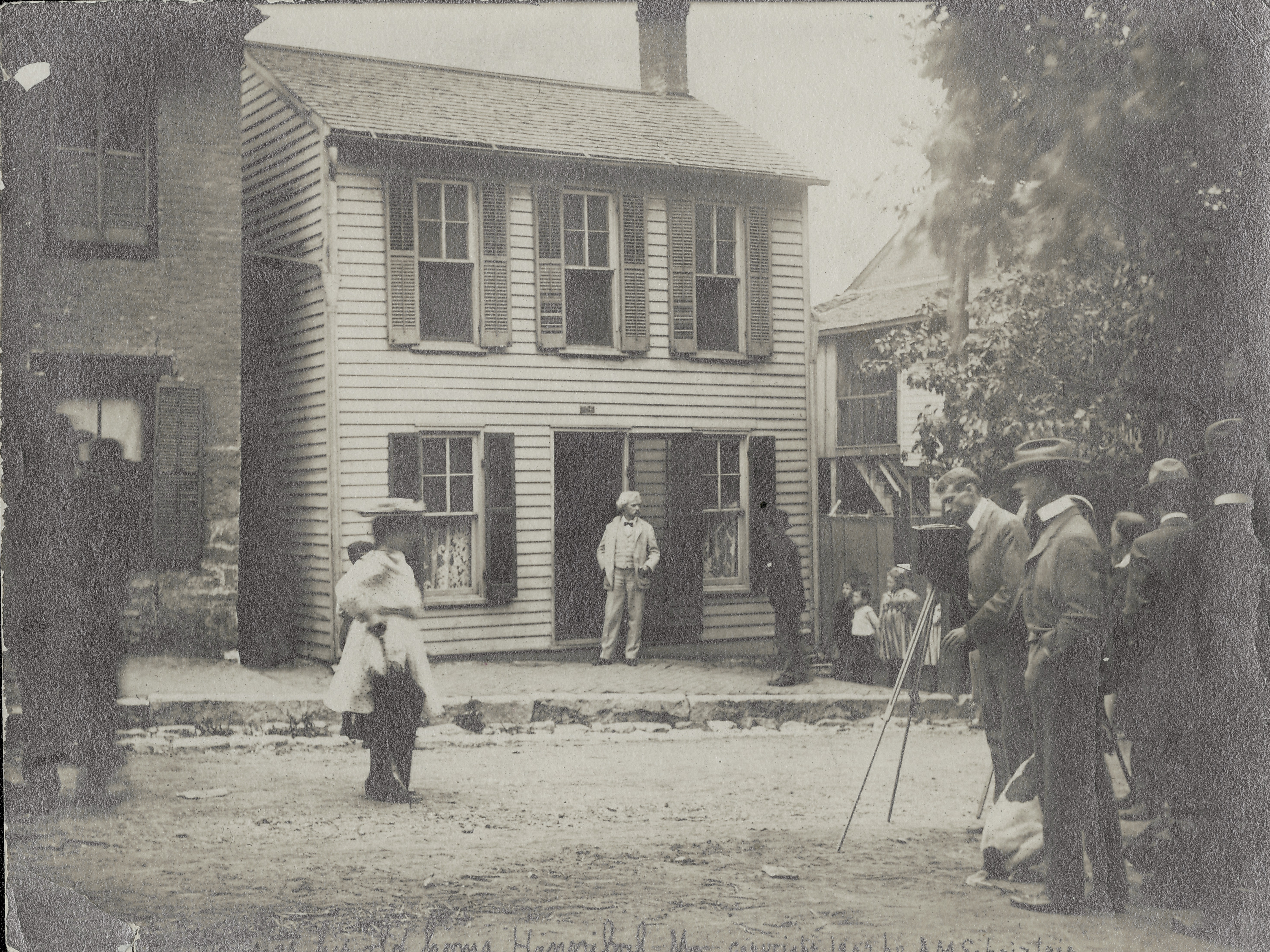
Mark Twain vor seinem Elternhaus, 1902

Das Mark Twain Boyhood Home wurde 1843 oder 1844 errichtet. Samuel Clemens alias Mark Twain wohnte dort von 1844 bis 1853, also von seinem 9. bis zum 18. Lebensjahr. Das Elternhaus und seine Umgebung inspirierten Twain zu zahlreichen Details in seinen späteren Geschichten, vor allem in Die Abenteuer des Tom Sawyer und Die Abenteuer des Huckleberry Finn. Als Beispiel sei der weiße Lattenzaun um den Garten angeführt, den Tom Sawyer zur Strafe streichen musste, wobei er mit List Jungen aus dem Ort dazu brachte, das an seiner Stelle zu tun und ihn auch noch dafür zu bezahlen, dass sie das tun durften. Auch Figuren seiner Romane sind realen Figuren nachgebildet: Tom Sawyer ist eine Mischung dreier Jungen, darunter Twain selber, Huckleberry Finn ähnelt Twains Nachbarsjungen Tom Blankenship, Tom Sawyers Jugendliebe Becky Thatcher ist Twains Nachbarmädchen Laura Hawkins nachempfunden, Tante Polly entspricht Twains Mutter und der Friedensrichter seinem Vater.
Das ursprünglich eingeschossige Haus wurde 1851 um ein zweites Stockwerk ergänzt. Nach dem Auszug der Familie Clement wurde es als Mietshaus genutzt und sollte 1911 abgerissen werden. George Mahan, ein Anwalt, der sich um die Bewahrung des Andenkens an den 1910 verstorbenen Mark Twain bemühte, kaufte das Haus, renovierte es und schenkte es 1912 der Stadt Hannibal. Zunächst bewohnte ein Hausmeister die meisten Zimmer und präsentierte das Wohnzimmer der Öffentlichkeit. Somit diente das Haus zumindest teilweise bereits seit 1912 als historisches Museum. Anlässlich des Erfolgs einer Ausstellung zum 100. Geburtstag Twains 1935 wurde neben dem Boyhood Home ein eigener Museumsbau errichtet und 1937 fertiggestellt. Der Hausmeister zog in das Obergeschoss dieses Baus um, und danach wurden auch die übrigen Räume des Boyhood Home der Öffentlichkeit zugänglich gemacht. 1990 bis 1991 wurde das Boyhood Home vollständig restauriert, wobei auch zwei um 1885 entfernte Räume auf der Rückseite des Hauses wiederaufgebaut wurden.
Im Laufe der Jahre kamen weitere Gebäude hinzu. 1955 wurden der Stadt das Friedensrichteramt und das Pilaster-Haus mit Grants Apotheke übereignet. 1983 erwarb die Stadt ein ehemaliges Pizza-Restaurant und baute es zu einem Interpretive center um. 1989 verpachtete die Stadt das Friedensrichteramt, das Pilaster-Haus, das Interpretive center und ein Gelände mit einer Tom-und-Huck-Statue an die 1974 gegründete Mark Twain Home Foundation. Diese erwarb 1995 ein ehemaliges Kaufhaus mit etwa 1675 Quadratmetern Nutzfläche an der Main Street und richtete darin ein Museum mit Galerie ein. 2001 erwarb die Stiftung das Becky-Thatcher-Haus, und 2007 ließ sie das Huckleberry-Finn-Haus an seinem ursprünglichen Standort unter Verwendung historischer Materialien rekonstruieren. Anschließend ließ sie die historischen Bauten restaurieren. 2013 wurde die Restaurierung des Becky-Thatcher-Hauses abgeschlossen, 2016 die des Friedensrichteramts und 2019 die des Pilaster-Hauses.
Der Abschnitt der Hill Street, an dem das Boyhood Home, das Becky-Thatcher-Haus, das Friedensrichteramt und das Pilaster-Haus liegen, wurde um 1970 gepflastert zur Fußgängerzone umgestaltet. Auf dieser Freifläche finden auch immer wieder Open-Air-Veranstaltungen statt.

## Gebäude

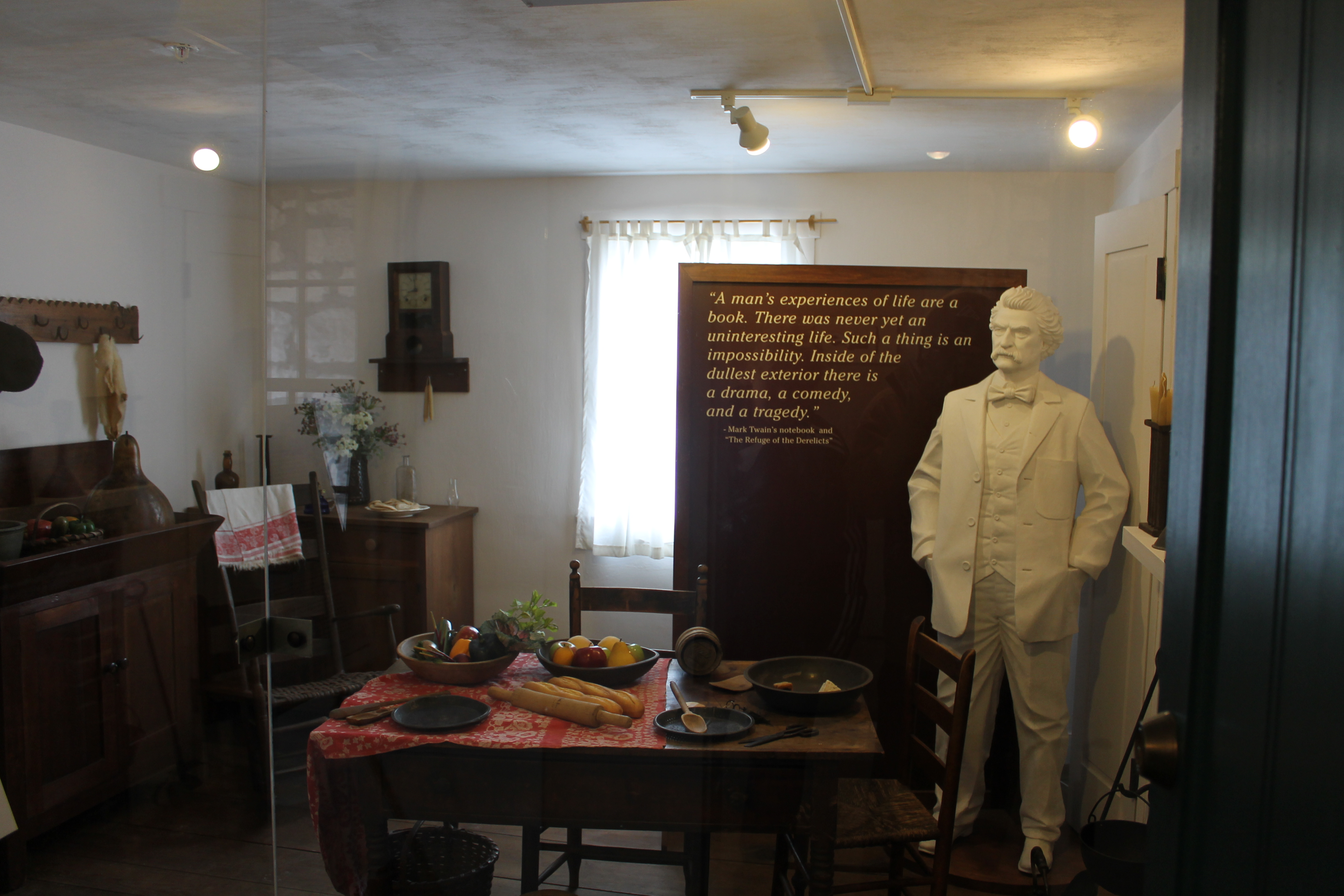
Innenraum des Boyhood Home

Das Mark Twain Boyhood Home (Lage), Mark Twains Elternhaus an der Hill Street (No. 206), ist ein zweigeschossiges weißes Holzhaus. An einen traufständig an der Straße liegenden dreiachsigen Bau mit Satteldach schließt sich nach hinten ein ebenfalls zweigeschossiger Anbau an. Rechts neben dem Haus liegt ein Garten, der von einem weißen Lattenzaun umgeben ist. Die Innenräume des Hauses veranschaulichen mit ihrer historischen Einrichtung, den Exponaten und Informationstafeln das Leben in Hannibal zur Jugendzeit Mark Twains.
Links von Twains Elternhaus steht der ursprüngliche Museumsbau (Lage), ein zweigeschossiges Steinhaus mit Satteldach, giebelständig an der Hill Street. Er dient nicht mehr als Museum, sondern unter der Bezeichnung Boyhood Home Gift Shop als Museumsladen.
Im Inneren des Straßengevierts liegt das Interpretive center (Lage) mit dem Besucherzentrum des Museums. Ein Raum führt anhand einer Zeitleiste durch die 74 Lebensjahre Mark Twains, einschließlich seiner Jugendzeit in Hannibal. Ein weiterer Raum
dokumentiert Twains Bücher und die realen Menschen, die die Entwicklung der Bücher beeinflusst haben.

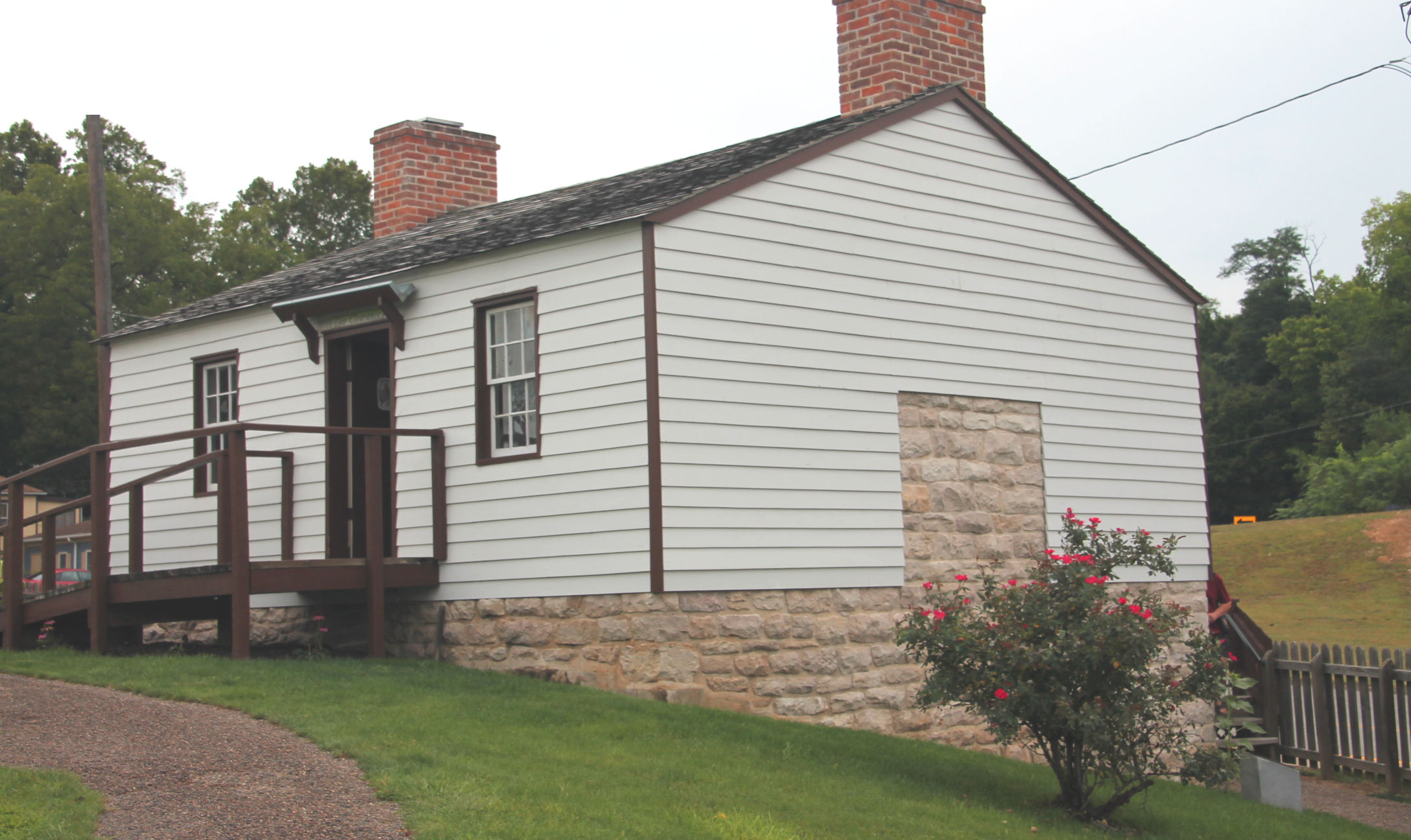
Huckleberry-Finn-Haus

An der Nordseite des Straßengevierts liegt das 1911 abgerissene und 2007 anhand alter Photographien rekonstruierte Huckleberry-Finn-Haus (Huckleberry Finn House, Lage) traufständig an der North Street. Es ist ein eingeschossiges Holzhaus mit Satteldach. Hier wohnte Tom Blankenship, das Vorbild für Twains Romanfigur Huckleberry Finn.

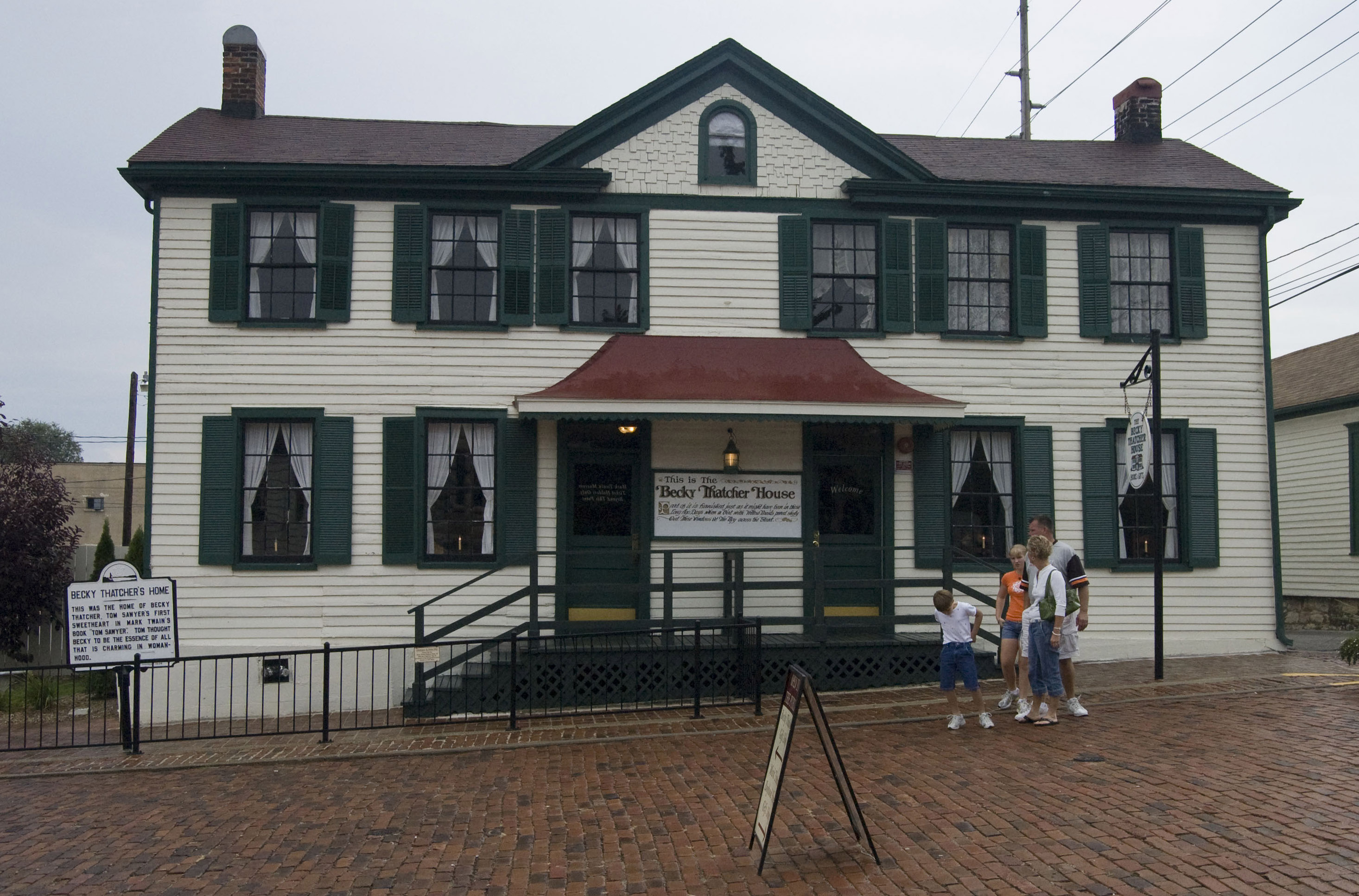
Becky-Thatcher-Haus

Gegenüber dem Boyhood Home liegt das Becky-Thatcher-Haus (Becky Thatcher House, Lage) traufständig an der Hill Street. Es ist ein zweigeschossiges Holzhaus mit Satteldach, Zwerchgiebel und einer überdachten Veranda vor einem Teil der Straßenfassade. Hier wohnte die Familie Hawkins, deren Tochter Laura als Vorbild für Tom Sawyers Jugendliebe Becky Thatcher diente.

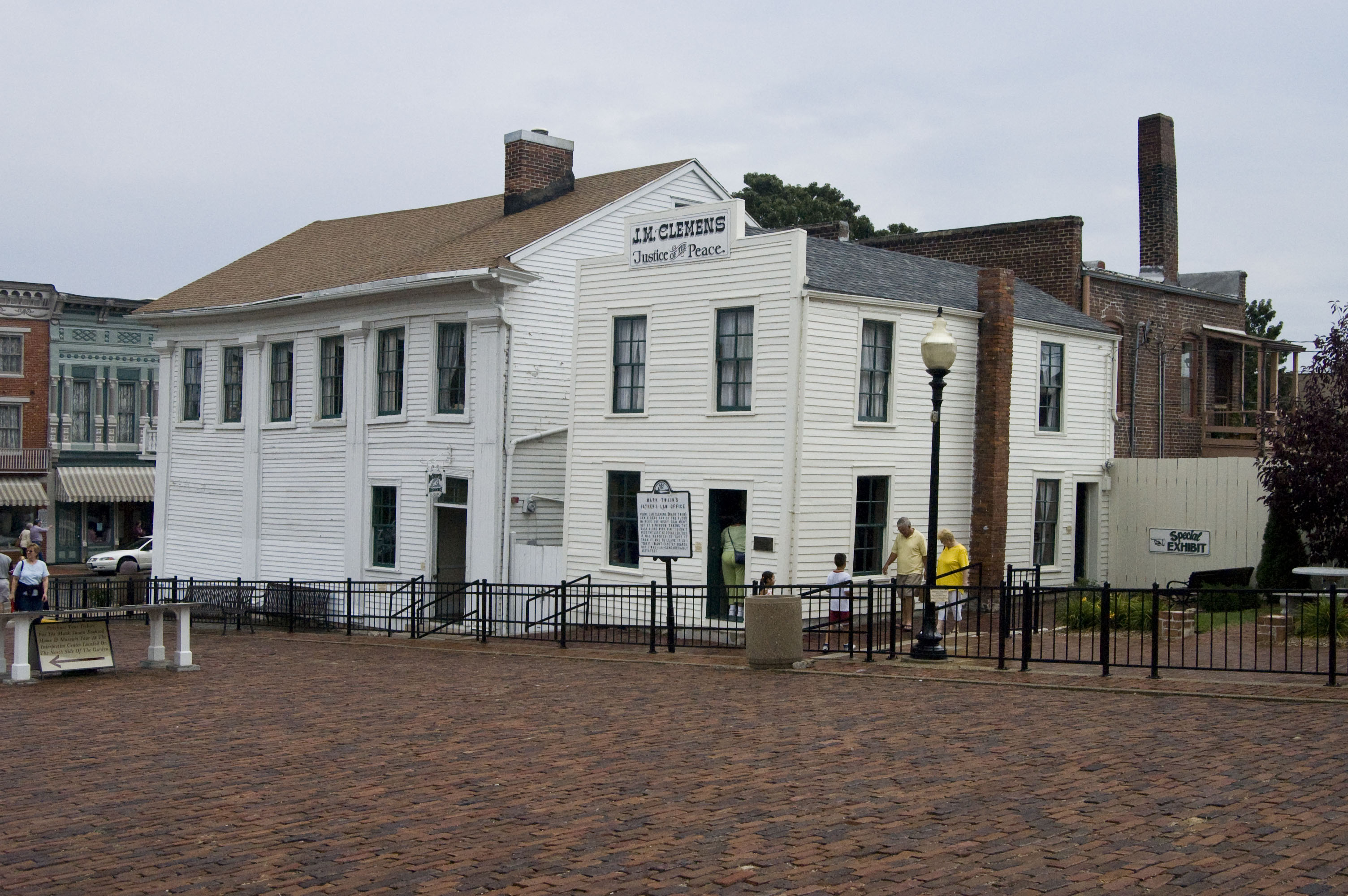
Hill Street mit Friedensrichteramt (re) und Pilaster-Haus (li)

Östlich des Becky-Thatcher-Hauses liegt das Friedensrichteramt (Judge Clemens Justice of the Peace Office, Lage) giebelständig an der Hill Street. Es ist ein zweigeschossiges Holzhaus mit Satteldach und gestuftem Giebel. Es war der Amtssitz von Twains Vater John Marshall Clemens, der von 1844 bis 1847 Friedensrichter von Hannibal war. Ursprünglich lag das Haus an der Bird Street. Nach seiner Übereignung an die Stadt Hannibal 1955 wurde es an seinen jetzigen Standort transloziert.

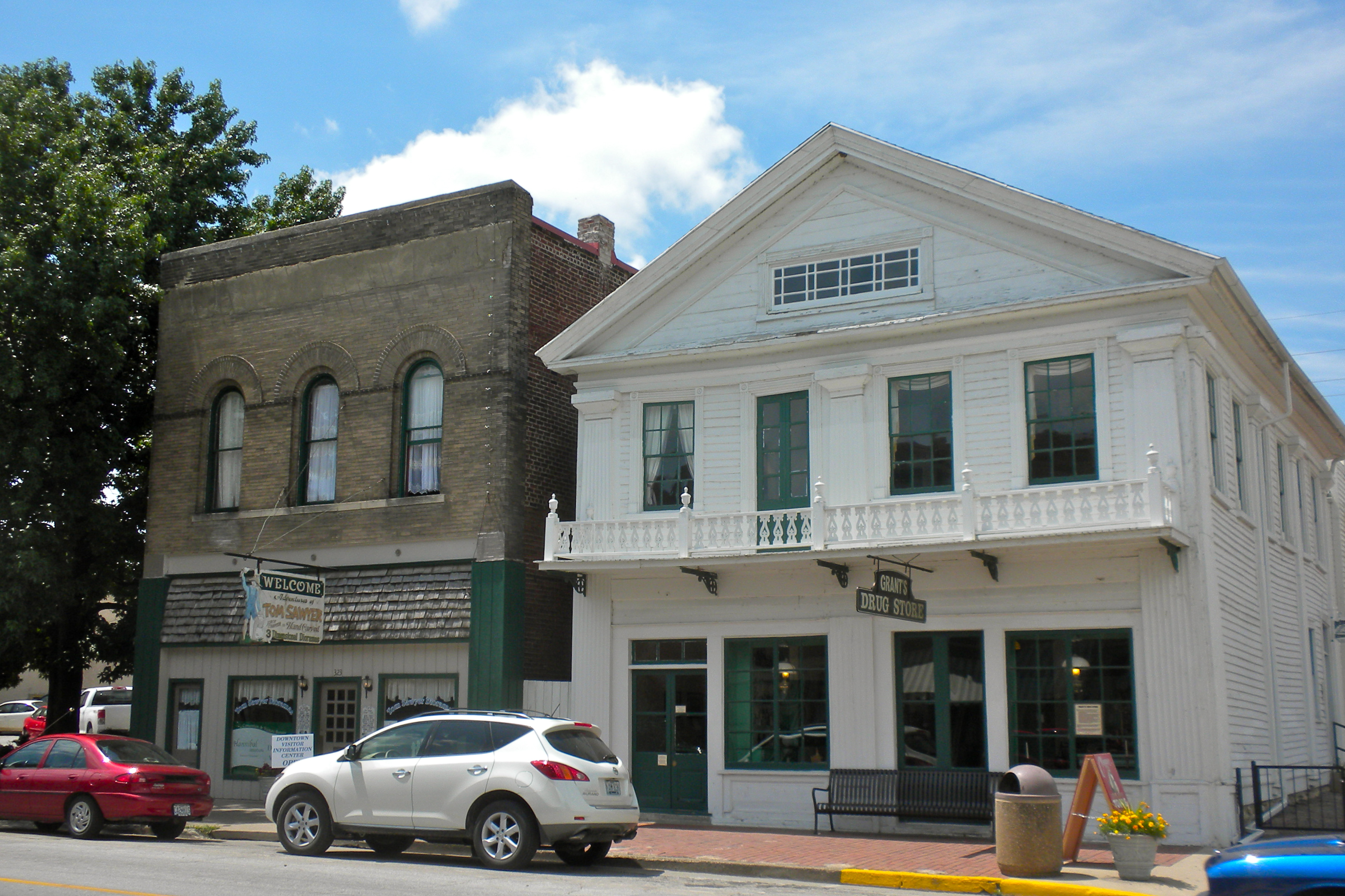
Eingangsfassade von Grants Apotheke an der North Main Street

Östlich des Friedensrichteramts liegt das Pilaster-Haus mit Grants Apotheke (Grant’s Drugstore, Lage) traufständig an der Hill Street. Die Giebelfassade mit dem Apothekeneingang liegt an der North Main Street. Es ist ein zweigeschossiges Holzhaus mit Satteldach. Den Namen „Pilaster-Haus“ verdankt es den sich über beide Geschosse erstreckenden Pilastern, die seinen Seitenwänden vorgesetzt sind. Hier wohnten der Apotheker Orville Grant, der die Apotheke betrieb, und seine Frau. Zeitweise wohnte in dem Haus ab 1846 auch die Familie Clemens, und Twains Vater ist hier gestorben.
Abseits des Hauptareals des Museums liegt das Mark Twain Museum & Gallery (Lage). Während die anderen Gebäude vorwiegend historische Räume zeigen oder bestimmte Themen aus dem Hannibal zur Zeit Twains dokumentieren, dient dieses Gebäude als Museum und Galerie und präsentiert die verschiedenen Sammlungen des Mark Twain Boyhood Home & Museum. Im Erdgeschoss werden vorwiegend die interaktiven Exponate gezeigt, im Zwischengeschoss Exponate aus dem Bereich Dampfschifffahrt und im Obergeschoss Exponate aus Twains Leben und Büchern, darunter auch die Gemäldesammlung Rockwells.

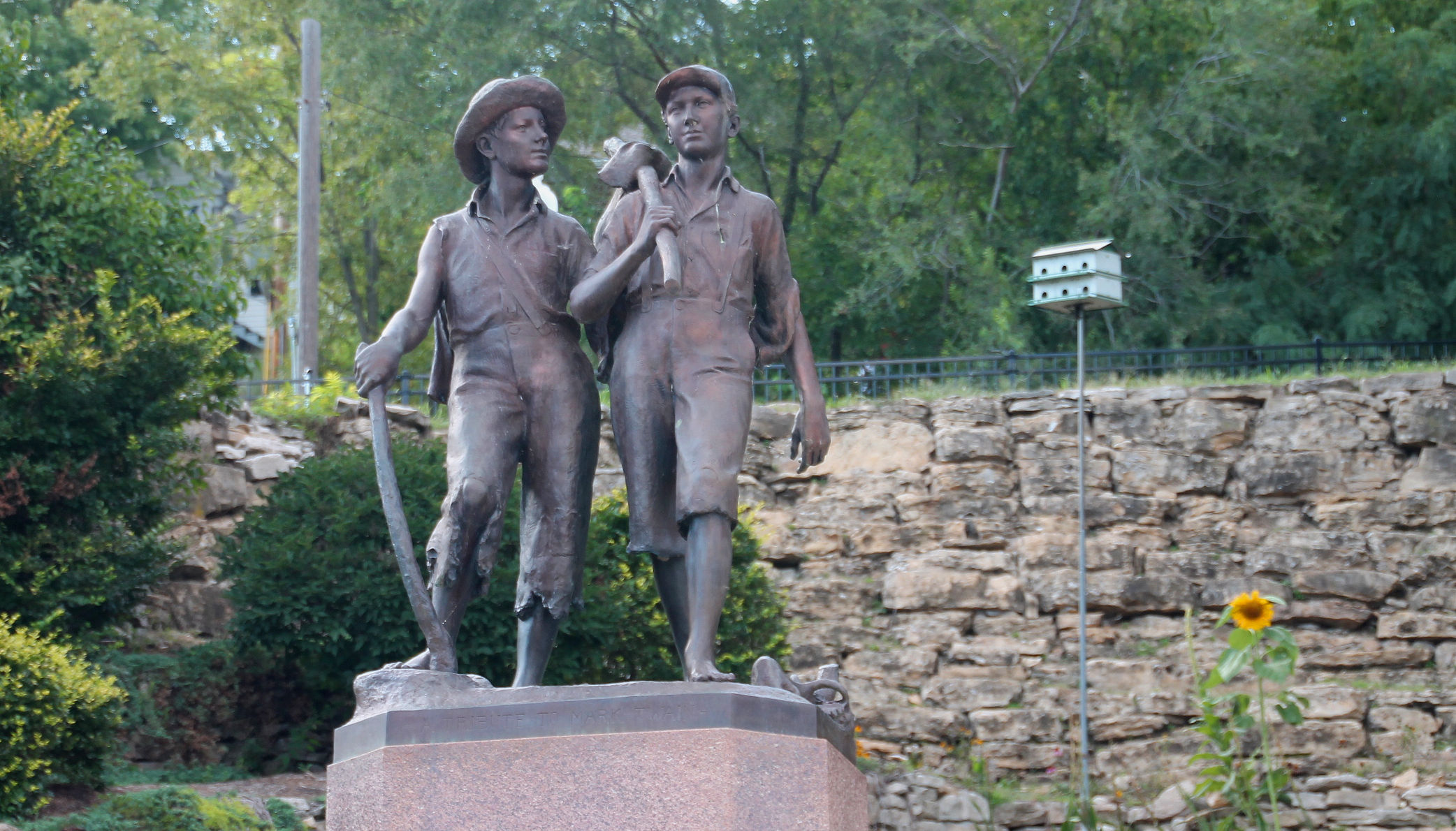
Tom & Huck Statue

Zu dem Museum gehört auch die Grünanlage mit der Tom-und-Huck-Statue (Lage), einer auf einem steinernen Sockel stehende Doppelstatue aus Bronze, die Twains Romanhelden Tom Sawyer und Huckleberry Finn darstellt. Sie wurde von dem Bildhauer Frederick Hibbard geschaffen und 1926 eingeweiht. Damit ist sie eine der frühesten bekannten Statuen, die zu Ehren fiktiver Figuren errichtet wurden.

## Sammlungen
Die Sammlungen des Museums umfassen viele Erstausgaben von Mark Twain, zahlreiche persönliche Gegenstände (darunter seine Oxford-Robe), seine einzige erhaltene weiße Anzugjacke und eine Vielzahl von Twain-Memorabilien, darunter die Totenmaske seines kleinen Sohnes Langdon und ein Schmuckkästchen, das Twain in Italien nach seinen Vorgaben als Geschenk für seine Frau Olivia hatte schnitzen lassen.
Es gibt viele interaktive Exponate, darunter eine nachgebaute Postkutsche und ein auf Federn gelagertes Floß. Diese dienen dazu, Details aus Büchern von Twain zu veranschaulichen, unter anderem aus Die Abenteuer des Tom Sawyer, Die Abenteuer des Huckleberry Finn, Die Arglosen im Ausland, Durch Dick und Dünn und Ein Yankee am Hofe des Königs Artus. Die Besucher können auch die Pfeife eines echten Dampfschiffs erklingen lassen, während sie auf den Mississippi blicken.
Das Museum beherbergt zudem eine Sammlung von 15 Originalgemälden Norman Rockwells. Diese Gemälde wurden 1935 als Illustrationen für Sonderausgaben von Die Abenteuer des Tom Sawyer und Die Abenteuer des Huckleberry Finn in Auftrag gegeben.
Das Museum zeigt ferner regionale Kunst- und Wanderausstellungen.

## Veranstaltungen
Das Museum sponsert das ganze Jahr über zahlreiche Veranstaltungen, auch für Kinder. Zu den Bildungsprogrammen gehören Lehrerworkshops, Workshops für junge Autoren, Schriftstellerworkshops, wissenschaftliche Konferenzen und ein Preis für kreatives Unterrichten.
Am 15. Mai 2012 kündigte ein Sprecher des Museums anlässlich des 100-jährigen Bestehens des Museums die Einrichtung des „Mark Twain Lifetime Achievement Award“ an, wobei der Schauspieler Hal Holbrook, der Mark Twain in seiner Ein-Mann-Show Mark Twain Tonight! von 1954 bis 2017 über 2000 Mal dargestellt hatte, zum ersten Preisträger ernannt wurde.
Im Jahr 2011 veröffentlichte das Museum die Doppel-CD Mark Twain: Words & Music, die Twains Leben in Wort und Gesang erzählt. Das Projekt wurde vom Grammy-Preisträger Carl Jackson produziert und bei Mailboat Records veröffentlicht. Beteiligt sind unter anderen Garrison Keillor als Erzähler, Clint Eastwood als Mark Twain, Jimmy Buffett als Huckleberry Finn und Angela Lovell als Susy Clemens. Cindy Lovell, die damalige Direktorin des Museums, schrieb den Text, und mehrere neue Songs wurden für das Projekt geschrieben.
Die Stadt Hannibal feiert jedes Jahr am 4. Juli die Nationalen Tom-Sawyer-Tage, unter anderem mit Wettbewerben im Zaunstreichen und Froschspringen. Das Boyhood Home ist ein zentraler Punkt bei diesen Veranstaltungen.
Von Juni bis August finden an jedem Donnerstagabend in Rahmen der Konzertreihe Music Under the Stars Freiluftkonzerte in der Fußgängerzone vor dem Boyhood Home statt. Dargeboten werden Musikgenres wie Swing, Country, Rock, Soul, Blues, Jazz, Bluegrass, Southern Rock, Americana und Big Band. Bei schlechtem Wetter finden die Konzerte im Admiral Coontz Recreation Center statt.

## Denkmalschutz
- Am 29. Dezember 1962 wurde das Mark Twain Boyhood Home zur National Historic Landmark deklariert.[21]
- Am 15. Oktober 1966 wurde es mit der Nummer 66000419 in das National Register of Historic Places aufgenommen.[22]
- Am 4. Januar 1978 wurde es zur Contributing Property des Mark Twain Historic District (No. 78003398) erklärt.